# خافيير دي لا كويفا
خافيير دي لا كويفا (بالإسبانية: Javier de la Cueva)‏ هو محامي إسباني، ولد في 21 مايو 1962 في مدريد في إسبانيا.

## وصلات خارجية
- الموقع الرسمي